# Osteocephalus elkejungingerae
Osteocephalus elkejungingerae är en groddjursart som först beskrevs av Henle 1981.  Osteocephalus elkejungingerae ingår i släktet Osteocephalus och familjen lövgrodor. IUCN kategoriserar arten globalt som livskraftig. Inga underarter finns listade i Catalogue of Life.